# Gerardo Martino
Pour les articles homonymes, voir Martino.
Gerardo Daniel Martino, plus connu sous le nom de Tata Martino (né le 20 novembre 1962 à Rosario en Argentine), est un footballeur international argentin (qui jouait au poste de milieu de terrain offensif) devenu par la suite entraîneur. 
Durant sa carrière de footballeur, son premier club est le Newell's Old Boys (club de sa ville natale), où il fait ses débuts le 15 juin 1980.
En 2003, il est élu Joueur de l'histoire du Newell's Old Boys, en étant aussi le joueur ayant disputé le plus de matchs dans ce club, avec 505 rencontres
Le 23 juillet 2013, il devient l'entraîneur du FC Barcelone. Il démissionne le 17 mai 2014 après le match nul (1-1) face à l'Atletico Madrid et la deuxième place au championnat.
En août 2014, il est nommé sélectionneur de l'équipe d'Argentine de football jusqu'à sa démission survenue le 5 juillet 2016.

## Biographie
Surnommé Tata, Gerardo Martino naît en 1962 dans la ville de Rosario. Ses débuts en tant que footballeur remontent à l'âge de 10 ans où il évolue au milieu de terrain dans le club de sa ville natale du Newell's Old Boys.

### Carrière de joueur
Gerardo Martino débute à l'âge de 17 ans en première division argentine, le 15 juin 1980, dans une rencontre opposant le Newell's Old Boys au Club Atlético Platense.
Tout au long de sa carrière, Martino se distingue de par sa créativité et sa bonne conduite de balle. Il est le footballeur ayant disputé le plus de rencontres sous les couleurs du Newell's Old Boys avec 505 matchs (et 35 buts inscrits), ainsi que le plus titré, (à égalité avec Norberto Scoponi notamment),.
En 1984, il joue avec l'Argentine espoirs trois matchs d'un tournoi amical.
Sa première consécration est la victoire en tournoi de clôture du Championnat d'Argentine de football 1987-1988. Ce championnat est unique dans le sens où il n'a été remporté que par des joueurs formés au club, fait peu commun dans le football mondial. Le club atteint aussi la finale de la Copa Libertadores 1988, perdue face aux Uruguayens du Nacional.
Martino remporte son deuxième titre lors du Championnat d'Argentine de football 1990-1991 en étant l'une des pièces maîtresses de l'équipe menée par Marcelo Bielsa.
Il compte d'ailleurs une sélection en équipe d'Argentine de football, le 19 février 1991 lors d'un match amical contre la Hongrie remporté (2-0) par les Argentins.
Au milieu de l'année 1991, Martino part à l'étranger : le CD Tenerife en Espagne et le Barcelona Sporting Club équatorien sont les deux clubs où il évolue durant une saison.
En 1992, il retourne au Newell's Old Boys, où il remporte le tournoi de clôture du Championnat d'Argentine de football 1991-1992.
En 1994, en raison de problèmes avec la direction, il est transféré au Club Atlético Lanús. Il y reste un semestre, disputant le tournoi de clôture.
Martino retourne au Newell's Old Boys pour le semestre restant. Les dissensions avec la direction ressurgissent, ce qui le pousse à quitter définitivement le club.
En 1996, il signe pour le Club Deportivo O'Higgins au Chili puis au Barcelona Sporting Club, où il termine sa carrière.

### Carrière d'entraîneur

#### Les débuts
En 1998, moins de deux ans après sa retraite sportive, Gerardo Martino commence sa carrière d'entraîneur. Sa première équipe est le Club Atlético Almirante Brown, qui évolue alors en deuxième division argentine.
Il s'entoure de deux anciens coéquipiers du Newell's Old Boys, champions en 1988 : Jorge Pautasso et Jorge Theiler.
Ensemble, ils rejoignent le Club Atlético Platense en 1999 puis l'Instituto Atlético Central Córdoba en 2000.

#### Le Paraguay
En 2002, Martino part au Paraguay prendre les rênes du Club Libertad. Il y connaît ses premiers succès d'entraîneur, remportant les tournois d'ouverture et de clôture du championnat du Paraguay 2002, et le tournoi de clôture de 2003.
Fin 2003, il signe au Cerro Porteño, toujours au Paraguay, club ayant pour objectifs le titre national et la Copa Libertadores. Durant son mandat, le club obtient les tournois d'ouverture et de clôture 2004. Il décide de faire une pause à la fin de cette saison et quitte son poste d'entraîneur.
À l'été 2005, il décide de retrouver un poste et retourne dans son pays natal diriger l'équipe du Colón de Santa Fe lors du tournoi d'ouverture de 2005. Sa période est courte (seulement six matchs) et les mauvais résultats le poussent à retourner au Paraguay et au Club Libertad.
Comme lors de ses débuts, il remporte les tournois d'ouverture et de clôture de 2006, atteignant aussi les demi-finales de la Copa Libertadores 2006.
Ces succès amènent la Fédération du Paraguay de football à le nommer sélectionneur de l'équipe du Paraguay de football.
Il débute à la tête de la sélection en mars 2007, et en septembre 2009, Martino obtient la qualification pour la Coupe du monde de football 2010. Le Paraguay parvient jusqu'en quart de finale où il est éliminé de justesse (1-0) par le futur champion du monde, l'Espagne.
En 2011, le Paraguay est finaliste de la Copa América face à l'Uruguay.
Le bilan de Martino en 72 matchs à la tête du Paraguay est de 26 victoires, 24 matchs nuls et 22 défaites.

#### Newell's Old Boys
Gerardo Martino quitte son poste après la Copa América 2011 pour rejoindre le club de son cœur, Newell's Old Boys, avec qui il obtient le titre du tournoi de clôture du championnat d'Argentine en améliorant au passage la qualité du jeu de l'équipe.

#### FC Barcelone
Le 22 juillet 2013, Gerardo Martino trouve un accord pour signer un contrat de deux ans en faveur du FC Barcelone où il remplace Tito Vilanova. Il devient ainsi le quatrième Argentin de l'histoire à entraîner le Barça après Helenio Herrera, Roque Olsen et César Luis Menotti.
Il débute sur le banc du Camp Nou le 2 août 2013 lors du Trophée Joan Gamper avec une victoire 8 à 0 sur Santos FC.
Gerardo Martino remporte son premier trophée officiel avec le FC Barcelone le 28 août 2013 lors de la Supercoupe d'Espagne face à l'Atlético de Madrid.
Le 28 septembre 2013, le FC Barcelone signe le meilleur début de championnat de son histoire en ayant remporté ses sept premiers matchs. Le 11 janvier 2014, le club barcelonais obtient le titre honorifique de champion d'hiver avec 50 points (16 victoires, deux nuls, une défaite).
Le 17 mai 2014, après la dernière journée de championnat qui voit le Barça terminer à la deuxième place derrière l'Atlético Madrid, Martino annonce qu'il quitte le club catalan. Sous ses ordres, Barcelone ne remporte aucun titre majeur (sauf la Supercoupe d'Espagne 2013), ce qui est une première depuis 2008.

#### Sélectionneur de l'Argentine
En août 2014, il devient sélectionneur de l'Argentine en remplacement d'Alejandro Sabella. Sous son mandat, l'Albiceleste dispute deux finales consécutives de Copa América, en 2015 et 2016, perdues toutes les deux face au Chili aux tirs au but.
Il est désigné responsable de l'équipe olympique pour les JO 2016 en juin 2016 mais démissionne de son poste en juillet de la même année.

#### Atlanta United
Gerardo Martino rejoint la nouvelle franchise d'Atlanta United en vue de la saison 2017 de Major League Soccer. En novembre 2018, il est désigné meilleur entraîneur de la saison 2018, avant de remporter la Coupe MLS ladite saison. Il ne prolonge pas son contrat au club après celle-ci.

#### Sélection mexicaine
Le 7 janvier 2019, Martino prend les commandes de l'équipe du Mexique. Il se qualifie à la Coupe du monde 2022 en terminant deuxième des qualifications de sa zone derrière le Canada. Il quitta la sélection mexicaine après le Mondial en finissant troisième du groupe avec quatre points.

#### Retour en MLS avec l'Inter Miami
Libre depuis son départ de la sélection mexicaine à l'issue de la Coupe du monde 2022, Martino s'engage le 28 juin 2023 avec l'Inter Miami et fait son retour en Major League Soccer. Alors qu'il obtient la première place de MLS en saison régulière, avant de subir une élimination choc au premier tour des playoffs face à Atlanta le 9 novembre 2024, il décide de quitter l’équipe pour « raisons personnelles » le 20 novembre 2024. 

## Style de management
Gerardo Martino préfère jouer un football très offensif et axé sur le pressing haut. À Barcelone, Martino a continué le style de jeu préféré du club, le tiki-taka, en y ajoutant ses propres tactiques. Toutes les équipes de Martino ont les mêmes caractéristiques reconnaissables : elles jouent un football orienté vers l'attaque, sont créatives et le style est basé sur des passes rapides. De plus, les équipes de Martino exercent également une pression haute sur le terrain, jouent depuis l'arrière et dépendent de leurs systèmes de formation des jeunes.

## Palmarès

### Palmarès de joueur
Newell's Old Boys
- Champion d'Argentine en 1987-88, 1990-91 (Ouverture) et 1991-92 (Clôture).
- Finaliste de la Copa Libertadores en 1988.

### Palmarès d'entraîneur

#### En club
Club Libertad
- Champion du Paraguay en 2002, 2003 et 2006.

 Cerro Porteño
- Champion du Paraguay en 2004.

 Newell's Old Boys
- Champion d'Argentine en 2012-13 (Clôture).

 FC Barcelone
- Vainqueur de la Supercoupe d'Espagne en 2013.
- Finaliste de la Coupe du Roi en 2014.
- Vice-champion d'Espagne en 2014.

 Atlanta United
- Vainqueur de la Coupe MLS en 2018

 Inter Miami
- Vainqueur de la Leagues Cup en 2023

#### En sélection
Paraguay
- Finaliste de la Copa America en 2011

 Argentine
- Finaliste de la Copa America en 2015 et 2016.

 Mexique
- Vainqueur de la Gold Cup en 2019

### Distinctions individuelles
- Entraîneur sud-américain de l'année 2007[21].